# Aljaksandr Woranau
Aljaksandr Woranau (* 15. März 1990 in Mahiljou, Weißrussische SSR, Sowjetunion) ist ein belarussischer Skilangläufer.

## Werdegang
Woranau gab sein Debüt im Skilanglauf-Weltcup im November 2011 beim Nordic Opening in Kuusamo, wo er im Auftaktsprint Platz 47 belegte, das Etappenrennen jedoch nach Platz 115 über 15 km Freistil nach der zweiten Etappe vorzeitig beendete. Bei den Weltmeisterschaften 2013 in Val di Fiemme wurde Voranau 69. des Sprintwettbewerbs. 2013 und 2014 wurde Voranau jeweils Zweiter bei den Belarussischen Meisterschaften beim Sprint in der klassischen Technik, 2014 zudem Sechster im Freistil-Sprint. Seine ersten Weltcuppunkte gewann er im Januar 2015 in Rybinsk mit Platz 29 im Sprint. Im Anschluss startete Voranau bei den Weltmeisterschaften in Falun, wo er Rang 50 im Sprint und Platz 68 über 15 km Freistil belegte sowie mit der Staffel Rang 14 erreichte. 
Bei den Olympischen Winterspielen 2018 in Pyeongchang lief er auf den 73. Platz über 15 km Freistil und auf den 24. Rang im Sprint. Im folgenden Jahr belegte er bei den Weltmeisterschaften in Seefeld in Tirol den 64. Platz über 15 km klassisch, den 23. Rang im Sprint und den 15. Platz im Teamsprint. Bei den Weltmeisterschaften 2021 in Oberstdorf errang er den 45. Platz im Sprint und bei den Olympischen Winterspielen 2022 in Peking zusammen mit Jahor Schpuntau den 12. Platz im Teamsprint.